# Juin 2013
Juin 2013 est le 6e mois de l'année 2013.

## Faits marquants
- 1er juin : Mise en place du programme de vélos en libre-service nommé Velobike à Moscou (Russie).
- 2 juin :
  - IndyCar Series : Simon Pagenaud remporte sa première victoire dans ce championnat lors de la seconde course du Grand Prix automobile de Détroit
  - DTM : Bruno Spengler remporte la course du Red Bull Ring.
  - WRC : Jari-Matti Latvala remporte le Rallye de l'Acropole.
  - BES : Darren Turner, Stefan Mücke et Frédéric Makowiecki remportent la course de Silverstone.
- 5 juin : 
  - Nawaz Sharif est investi Premier ministre du Pakistan pour la troisième fois depuis 1990
  - le militant anti-fasciste Clément Méric est assassiné par un groupe néonazi à Paris[1].
- 6 juin : début des révélations d'Edward Snowden sur les activités de la NSA.
- 9 juin :
  - Rafael Nadal remporte le tournoi de Roland-Garros pour la huitième fois.
  - Formule 1 : Sebastian Vettel remporte le Grand Prix du Canada.
  - WTCC : Yvan Muller remporte la première course et Michel Nykjær la seconde sur le Moscow Raceway.
- 11 juin : en Grèce, le gouvernement Samarás décide unilatéralement, c'est-à-dire sans l'approbation du Parlement hellénique, de la fermeture de la partie télévisuelle de la Radio Télévision Hellénique déclenchant un mouvement de protestation dans le monde, en particulier en Europe, et de grève générale en Grèce.
- 12 juin : Un port destiné aux grands navires de croisière est inauguré sur le site de l'ancien aéroport Kai Tak de Hong Kong, fermé en 1998[2].
- 13 juin : incendie de forêt en Colorado tuant deux personnes (en:2013 Colorado wildfires)
- 14 juin : 
  - élection présidentielle en Iran, Hassan Rohani est élu.
  - Premier vol de l'Airbus A350.
- 15 au 30 juin :
  - 34e édition du championnat d'Europe de basket-ball féminin en France.
  - 9e édition de la Coupe des confédérations organisée par la FIFA au Brésil.
- 16 juin :
  - DTM : Gary Paffett remporte la course du Lausitzring.
  - Super GT : Tsugio Matsuda et João Paulo de Oliveira remportent la course de Sepang.
- 16 au 21 juin : 26e édition des Championnats d'Europe d'escrime à Zagreb en Croatie.
- 17 et 18 juin : sommet du G8 2013 en Irlande du Nord.
- 17 au 23 juin : salon international de l'aéronautique et de l'espace de Paris-Le Bourget.
- 17 au 27 juin : 37e session du Comité du patrimoine mondial.
- 18 juin : l'accord de Ouagadougou est signé entre la République du Mali et les groupes armés rebelles du MNLA et du HCUA.
- 19 et 20 juin : des crues exceptionnelles provoquées par de fortes pluies combinées à la fonte des neiges dans les Pyrénées font deux victimes[3] et d'importants dégâts dans la région de Luz-Saint-Sauveur. La grotte de Lourdes est touchée par la crue majeure du Gave de Pau[3].
- 19 au 25 juin : d'énormes inondations font aussi des victimes et des disparus ainsi que quelques milliards de dollars de dommage en Alberta au Canada.
- 20 juin : importante manifestation au Brésil, émaillée de violences.
- 20 au 30 juin : 17e édition des Jeux méditerranéens à Mersin en Turquie.
- 21 juin au 13 juillet : 19e édition de la Coupe du monde de football des moins de 20 ans en Turquie.
- 22 et 23 juin :
  - 24 Heures du Mans 2013.
  - 4e édition des Championnats d'Europe d'athlétisme par équipes à Gateshead (Royaume-Uni) pour les épreuves de Super Ligue, et à Dublin, Kaunas et Banská Bystrica pour les autres ligues.
- 23 juin :
  - WEC : Tom Kristensen, Allan McNish et Loïc Duval remportent les 24 Heures du Mans.
  - WRC : Sébastien Ogier remporte le Rallye de Sardaigne.
- 24 juin au 7 juillet : 127e édition du Tournoi de Wimbledon à Londres au Royaume-Uni.
- 28 juin : incendie de Yarnell Hill en Arizona (États-Unis).
- 29 juin : départ du Tour de France à Porto-Vecchio (Corse) : c'est la 100e édition.
- 29 au 30 juin : 30e édition de la Coupe d'Europe des épreuves combinées, à Talinn (Estonie) pour la Super Ligue, et à Nottwil et Ribeira Brava, pour respectivement la première et la seconde Ligue.
- 30 juin :
  - Formule 1 : Nico Rosberg remporte le Grand Prix de Grande-Bretagne.
  - Pikes Peak International Hill Climb : Sébastien Loeb remporte la course de côte et établit un nouveau record de l'ascension en 8 min 13 s 878 au volant de la Peugeot 208 T16 Pikes Peak.
  - WTCC : Yvan Muller remporte la première course et James Nash la seconde sur le Circuit de Boavista.
  - BES : Maxime Martin, Bas Leinders et Yelmer Buurman remportent la course du Paul-Ricard.
  - Rolex Sports Car Series : João Barbosa et Christian Fittipaldi remportent les 6 Heures de Watkins Glen
- 30 juin: Le président russe Vladimir Poutine promulgue une loi controversée punissant tout acte de "propagande" homosexuelle devant mineur, loi dénoncée comme discriminatoire par les défenseurs des droits de l'homme.